# Nous irons à Valparaiso
Nous irons à Valparaiso (ou Valparaiso, ou Hardi les gars) est un chant de marins traditionnel.

## Historique
Nous irons à Valparaiso, ou seulement Valparaiso, également connu sous son incipit « Hardi les gars », est un chant de marins traditionnel, que France Vernillat range dans la catégorie des chansons à hisser. Dans l'ancienne marine à voile française, elle servait à rythmer l'effort des marins hissant les vergues à l'aide d'un palan.  
En tant que chanson de travail qui rythme la manœuvre, Claude Ribouillault parle plus précisément de chant de guindeau, chant à virer qui sert « à rythmer l'usage d'une [...] forme de treuil, [...] à axe horizontal, avec deux barres symétriques oscillantes. On les utilise pour les manœuvres de mouillage des terre-neuvas et caboteurs. Les hommes appuient à chaque extrémité des balanciers alternativement ».  
La chanson est notée dès 1918 par le capitaine au long cours Armand Hayet mais n'est publiée qu'en 1927. Elle est cependant chantée dès 1920 à l'Olympia par Yvonne George, qui contribue à la populariser. La mélodie de la chanson est aussi utilisée par Darius Milhaud dans l'acte III de son opéra Le Pauvre Matelot.  
Le refrain de Nous irons à Valparaiso, souligne France Vernillat, « offre la particularité d'être en anglais et de rappeler les « shanties » de la marine britannique ». Concernant les paroles, la musicologue relève que « dans cette chanson, le marin est sans illusions : « Plus d'un y laissera sa peau. » Mais ceux qui reviendront pavillon haut seront à flot pour la bordée, « le rack, la fille, le couteau » ».     

## Paroles
Les paroles de la chanson sont, :
Hardi les gars, vire au guindeau

Good bye farewell, good bye farewell

Hardi les gars, adieu Bordeaux

Hourra, oh Mexico, oh oh oh

Au Cap Horn, il ne fera pas chaud

Haul away, hé, oula tchalez

À fair' la pêche aux cachalots

Hal' matelot, hé, ho hisse hé ho

Plus d'un y laissera sa peau

Good bye farewell, good bye farewell

Adieu misère, adieu bateau

Hourra, oh Mexico, oh oh oh

Et nous irons à Valparaiso

Haul away, hé, oula tchalez

Où d'autres laisseront leurs os

Hal' matelot, hé, ho hisse hé ho

Ceux qui reviendront pavillon haut

Good bye farewell, good bye farewell

C'est premier brin de matelot

Hourra, oh Mexico, oh oh oh

Pour la bordée ils seront à flot

Haul away, hé, oula tchalez

Bon pour le rack, la fille, le couteau

Hal' matelot, hé, ho hisse hé ho